# Rödermark
Rödermark is een gemeente in de Duitse deelstaat Hessen, en maakt deel uit van de Landkreis Offenbach. Rödermark telt 28.344 inwoners.
Dietzenbach ·
Dreieich ·
Egelsbach ·
Hainburg ·
Heusenstamm ·
Langen (Hessen) ·
Mainhausen ·
Mühlheim am Main ·
Neu-Isenburg ·
Obertshausen ·
Rödermark ·
Rodgau ·
Seligenstadt